# Балдина, Ирина Михайловна
Балдина Ирина Михайловна (14 мая 1922, Москва — 15 января 2009, Санкт-Петербург, Российская Федерация) — советская художница, живописец, член Санкт-Петербургского Союза художников (до 1992 года — Ленинградской организации Союза художников РСФСР).

## Биография
Ирина Михайловна Балдина родилась 14 мая 1922 года в Москве.
В 1940—1941 годах училась в Московском институте прикладного и декоративного искусства (МИПИДИ). В 1945 году Ирина Балдина была принята на первый курс Ленинградского института живописи, скульптуры и архитектуры имени И. Е. Репина. Занималась у Александра Деблера, Бориса Фогеля, Александра Сегала.
В 1952 году Ирина Балдина окончила институт по мастерской Михаила Бобышова. Дипломная работа — оформление спектакля «Земля в цвету».
С 1952 года Балдина участвовала в городских, республиканских, всесоюзных и международных выставках, экспонируя свои работы вместе с произведениями ведущих мастеров изобразительного искусства Ленинграда. Писала портреты, пейзажи, натюрморты, жанровые композиции, многочисленные натурные этюды. С 1957 была членом Ленинградского Союза художников по секции живописиа. В 1960—1980 годы главными темами творчества Ирины Балдиной становятся образ современника, природа и люди Заонежья. Автор картин «Дорога на Ояш», «Дачи» (обе 1954), «Рябинка», «Вечер» (обе 1956), «Колокольчики», «Сирень» (обе 1957), «Наташа» (Вологодская областная картинная галерея), «Девочки на камне» (обе 1960), «Девочки» (1961), «Узбечка», Медсестра" (обе 1962), «Утро», «Узбечки» (обе 1964), «Яндомозерский почтальон Матрёна Петровна Родионова», «Портрет А. М. Балдина» (обе 1967), «Портрет Д. Д. Шостаковича» (1971), «Юность» (1975), «Портрет художника А. Ерёмина» (1977), «Ветеран войны А. Л. Спирова — мать героини Сталинграда Наташи Кочуевской» (1980), «Заонежская сказительница Ирина Андреевна Федосова» (1990).
Живописную манеру Ирины Балдиной отличают широкое письмо, живой энергичный мазок, усилившаяся с годами декоративность. Художница мастерски владеет приемами пленэрной живописи, тонко передает оттенки настроения и цветовых отношений в северной природе. Известное влияние на формирование индивидуального стиля живописи оказала многолетняя совместная работа с Народным художником РСФСР Алексеем Ереминым (1919—1998), мужем И. М. Балдиной. Их дочь Наталья Алексеевна Еремина также художница.
Скончалась И. М. Балдина в Санкт-Петербурге 15 января 2009 года на 87-м году жизни. Её произведения находятся в музеях и частных собраниях в России, Франции, США, Японии и других странах.

## Выставки
- 1952 год (Ленинград): Выставка дипломных работ выпускников института имени И. Е. Репина 1952 года.
- 1955 год (Ленинград): Весенняя выставка произведений ленинградских художников 1955 года.
- 1956 год (Ленинград): Осенняя выставка произведений ленинградских художников 1956 года.
- 1957 год (Ленинград): 1917 - 1957. Выставка произведений ленинградских художников 1957 года.
- 1957 год (Москва): Всесоюзная художественная выставка 1957 года, посвященная 40-летию Великой Октябрьской социалистической революции.
- 1958 год (Ленинград): Осенняя выставка произведений ленинградских художников 1958 года.
- 1960 год (Ленинград): Выставка произведений ленинградских художников 1960 года в Государственном Русском музее.
- 1960 год (Москва): Советская Россия. Республиканская художественная выставка 1960 года.
- 1961 год (Ленинград): Выставка произведений ленинградских художников 1961 года.
- 1962 год (Ленинград): Осенняя выставка произведений ленинградских художников 1962 года.
- 1964 год (Ленинград): Ленинград. Зональная выставка ленинградских художников 1964 года.
- 1971 год (Ленинград): Наш современник. Каталог выставки произведений ленинградских художников 1971 года.
- 1972 год (Ленинград): Наш современник. Вторая выставка произведений ленинградских художников 1972 года.
- 1975 год (Ленинград): Наш современник. Зональная выставка произведений ленинградских художников 1975 года.
- 1976 год (Москва): Изобразительное искусство Ленинграда. Ретроспективная выставка произведений ленинградских художников.
- 1976 год (Ленинград): Портрет современника. Пятая выставка произведений ленинградских художников 1976 года.
- 1978 год (Ленинград): Осенняя выставка произведений ленинградских художников 1978 года.
- 1980 год (Ленинград): Зональная выставка произведений ленинградских художников 1980 года.
- 1994 год (Санкт-Петербург): Выставка «Ленинградские художники. Живопись 1950-1980 годов» в залах Санкт-Петербургского Союза художников.
- 1994 год (Санкт-Петербург): Выставка «Этюд в творчестве ленинградских художников 1940-1980 годов» в Мемориальном музее Н. А. Некрасова.
- 1995 года (Санкт-Петербург): Выставка «Лирика в произведениях художников военного поколения. Живопись. Графика» в Мемориальном музее Н. А. Некрасова.
- 1996 год (Санкт-Петербург): Выставка «Живопись 1940-1990 годов. Ленинградская школа» в Мемориальном музее Н. А. Некрасова.
- 1997 год (Санкт-Петербург): Выставка «Связь времен. 1932—1997. Художники — члены Санкт-Петербургского Союза художников России. К 65-летию Санкт-Петербургского Союза художников» в ЦВЗ «Манеж».